# Glass Beach (groupe)
Pour les articles homonymes, voir Glass Beach.
Glass Beach, (également écrit glass beach) est un groupe de rock indépendant originaire de Los Angeles, États-Unis, et actuellement basé à Seattle.
On leur associe différents genre musicaux, dont le rock indépendant, la 4ème vague emo, ainsi que le post-rock ou le math rock, même si le groupe tient à ne pas être associé à un genre en particulier. Ils citent Jeff Rosenstock, The Brave Little Abacus et They Might Be Giants comme leurs influences principales. J, chanteuse du groupe, dit avoir été largement influencé par Bill Evans, notamment pour l'écriture des balades de leur premier album, the first glass beach album.
La naissance et le développement du groupe est grandement lié à Internet et aux réseaux sociaux, et via des plateformes d'écoutes comme Bandcamp ou Soundcloud. Malgré leurs objectifs non-carriéristes et grâce à leur accessibilité en ligne et en représentation, la publication fréquente de maquettes et leurs inspirations queers, ils se constituent une communauté fidèle sur Internet qui leur permettent de prendre en ampleur jusqu'à la sortie de leur premier album studio,,.

## Membres actuels
- j[8] – chant, guitare, clavier
- Jonas Newhouse – basse
- William White - batterie
- Layne Smith - guitare (depuis 2019)[9]

## Discographie

### Albums studio
- the first glass beach album (2019) [10]
- plastic death (2024) [11]

### Albums remix
- alchemist rats beg bashful (remixes) (2021) [12]

### Singles
- Run Away With Me (Glass Beach Harsh Noise Remix) (2017)[13]
- running (2020) [14]
- classic j dies and gets a million streams on spotify (2020) [15]
- 1015 (2020) [16]
- beach life in death (2021) [17]
- welcome to the black parade (2021) [18]
- the CIA (2023) [19]
- rare animal (2023) [20]